# 10159 Tokara
10159 Tokara eller 1994 XS4 är en asteroid i huvudbältet som upptäcktes den 9 december 1994 av den japanska astronomen Takao Kobayashi vid Ōizumi-observatoriet. Den är uppkallad efter den japanska ögruppen Tokaraöarna.
Asteroiden har en diameter på ungefär 5 kilometer.